# Zalaba
Zalaba (hongrois : Zalaba) est un village de Slovaquie situé dans la région de Nitra.

## Histoire
Première mention écrite du village en 1349.
La localité fut annexée par la Hongrie après le premier arbitrage de Vienne le 2 novembre 1938. En 1938, on comptait 339 habitants. Elle faisait partie du district de Šahy (hongrois : Ipolysági járás). Durant la période 1938 - 1945, le nom hongrois Zalaba était d'usage. À la libération, la commune a été réintégrée dans la Tchécoslovaquie reconstituée.

## Démographie

### Évolution de la population
| Année:               | 1994. | 2004.   | 2014.   | 2024.    |
| -------------------- | ----- | ------- | ------- | -------- |
| Nombre de personnes: | 171   | 167     | 180     | 131      |
| Différence:          |       | -2,33 % | +7,78 % | -27,22 % |

| Année:               | 2023. | 2024.   |
| -------------------- | ----- | ------- |
| Nombre de personnes: | 136   | 131     |
| Différence:          |       | -3,67 % |